# Alexandra tescheni hercegnő
Alexandra tescheni hercegnő (1412 körül Szilézia – 1463. október 6. után Magyarország) tescheni hercegnő, házassága révén magyar nádorné.

## Élete, származása
Édesapja I. Boleszláv tescheni herceg, I. Przemyslaw tescheni herceg és Erzsébet bytom-kozlei hercegnő második fia.
Édesanyja Eufémia mazóviai hercegnő, IV. Siemowit mazóviai herceg és Alexandra litván hercegnő leánya.
Alexandra 1430 körül feleségül ment Garai László magyar főnemeshez, aki 1447-től Magyarország nádora volt, ezzel Alexandra elvileg az ország második asszonya lett volna a királyné után, de mivel ekkor nem volt királyné, az első lett.
Házasságukból a következő gyermekek születtek:
- János (†1459 előtt) fiatalon meghalt
- Miklós (†1459 előtt) fiatalon meghalt, felesége bizonyos Margit, kitől Ilona és József nevű gyermeke korán elhalt
- Anna (1440 körül - 1460 után) akit eljegyeztek Mátyás királlyal, de a házasság nem jött létre mivel a király Podjebrád Katalint vette el, Anna ezután Héderváry Imréhez ment feleségül, majd annak halála után Újlaki Miklóshoz
- Mária (1440 körül - 1457 után) akit Hunyadi Lászlóval jegyeztek el, de ez a házasság sem jött létre, Hunyadit pedig kivégezték
- Jób (1447 - 1481) családja utolsó férfi tagja, akinek a halála után a Garai birtokokat Corvin János kapta meg, felesége Nekcsei Fruzsina

Alexandra, miután Mátyás felbontotta a leányával kötött eljegyzést, férjével és néhány főúrral összeesküvést szőtt a király ellen, ami azonban elbukott. Férje nem sokkal az összeesküvés leleplezése előtt meghalt, így Alexandra kötött békét a királlyal, ami értelmében kiskorú fia megtarthatta birtokait.